# Konvencija o mednarodnih železniških prevozih
Konvencija o mednarodnih železniških prevozih (angleško Convention concerning International Carriage by Rail, kratica COTIF) je konvencija, ki ureja odnose med prevoznikom in uporabnikom ter med subjekti pri izvajanju železniških prevoznih storitev (upravljavec železniške infrastrukture, pogodbeni prevoznik, nadomestni prevoznik,…). 
Konvencija bila sprejeta v Bernu 9. maja 1980.